# Неприємності з Гаррі
«Неприємності з Гаррі» (англ. The Trouble with Harry) — американська кінострічка Альфреда Гічкока, знята в 1955 році.

## Сюжет
Події фільму розгортаються навколо трупа якогось Гаррі Ворпа, знайденого в лісі. Відразу у кількох жителів сусіднього селища є підстави вважати себе винуватцем смерті Гаррі. Це призводить до того, що герої не можуть зважитися, що зробити з трупом: повідомити про нього поліції чи таємно поховати? І труп бідолахи Гаррі то закопували, то знову витягували на світ божий…

## У ролях
- Едмунд Гвен — капітан Альберт Вайлс
- Джон Форсайт — Сем Марлов
- Мілдред Нетвік — міс Айві Грейвелі
- Ширлі Маклейн —  Дженніфер Роджерс
- Мілдред Даннок — місіс Віггс
- Джеррі Метерс —  Арні Роджерс
- Ройал Дено — шериф Келвін Віггс
- Паркер Феннеллі — мільйонер
- Баррі Маколлум — бродяга
- Двайт Марфілд — доктор Грінбов

## Знімальна група
- Режисер — Альфред Гічкок
- Продюсер — Альфред Гічкок, Герберт Коулмен
- Сценарист — Джон Майкл Гейс
- За романом — Джек Тревор Сторі
- Оператор — Роберт Беркс
- Композитор — Бернард Геррманн

## Нагороди та номінації

### Номінації
- 1957 — Премія BAFTA
  - Найкращий фільм
  - Найкраща іноземна актриса — Ширлі Маклейн